# هلیکوستیلیس هتروتریشا
هلیکوستیلیس هتروتریشا (نام علمی: Helicostylis heterotricha) نام یک گونه از تیره موراسه است.